# 黑森-達姆施塔特的威廉明妮
黑森-達姆施塔特的威廉明妮（德語：Wilhelmine von Hessen-Darmstadt，1755年6月25日—1776年4月26日），俄羅斯皇儲妃，黑森-達姆施塔特伯爵路德維希九世的女兒。
1773年，威廉明妮與俄羅斯女皇葉卡捷琳娜二世的獨子保羅結婚。1776年威廉明妮在生產時去世，年僅20歲。